# Guida elettronica ai programmi

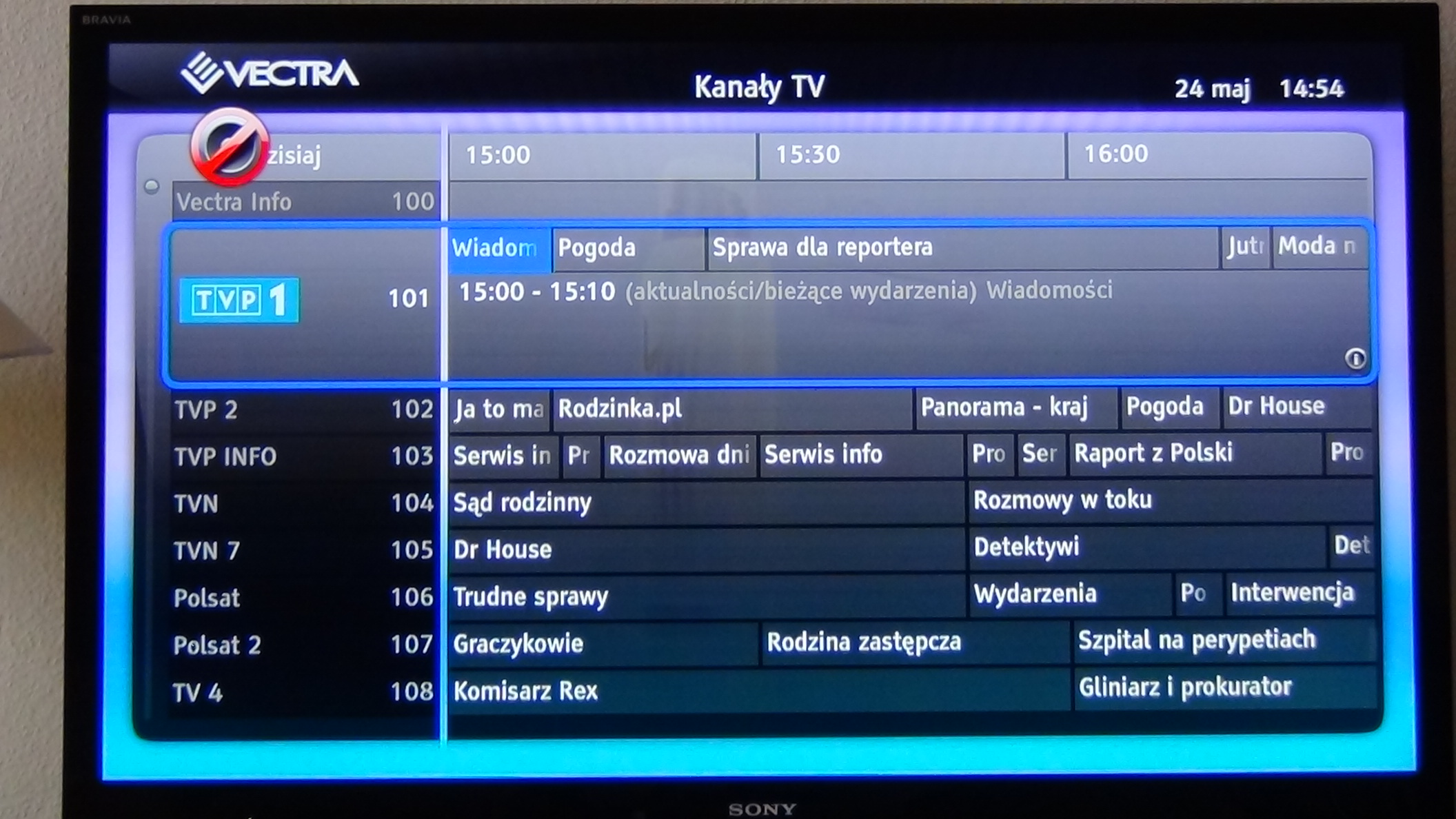
Guida elettronica ai programmi

La guida elettronica ai programmi, anche conosciuta come EPG (sigla dell'inglese Electronic Program Guide, espressione con lo stesso significato del termine italiano) è un sistema di aiuto alla scelta dei programmi televisivi via satellite o in digitale terrestre su televisori di nuova generazione.

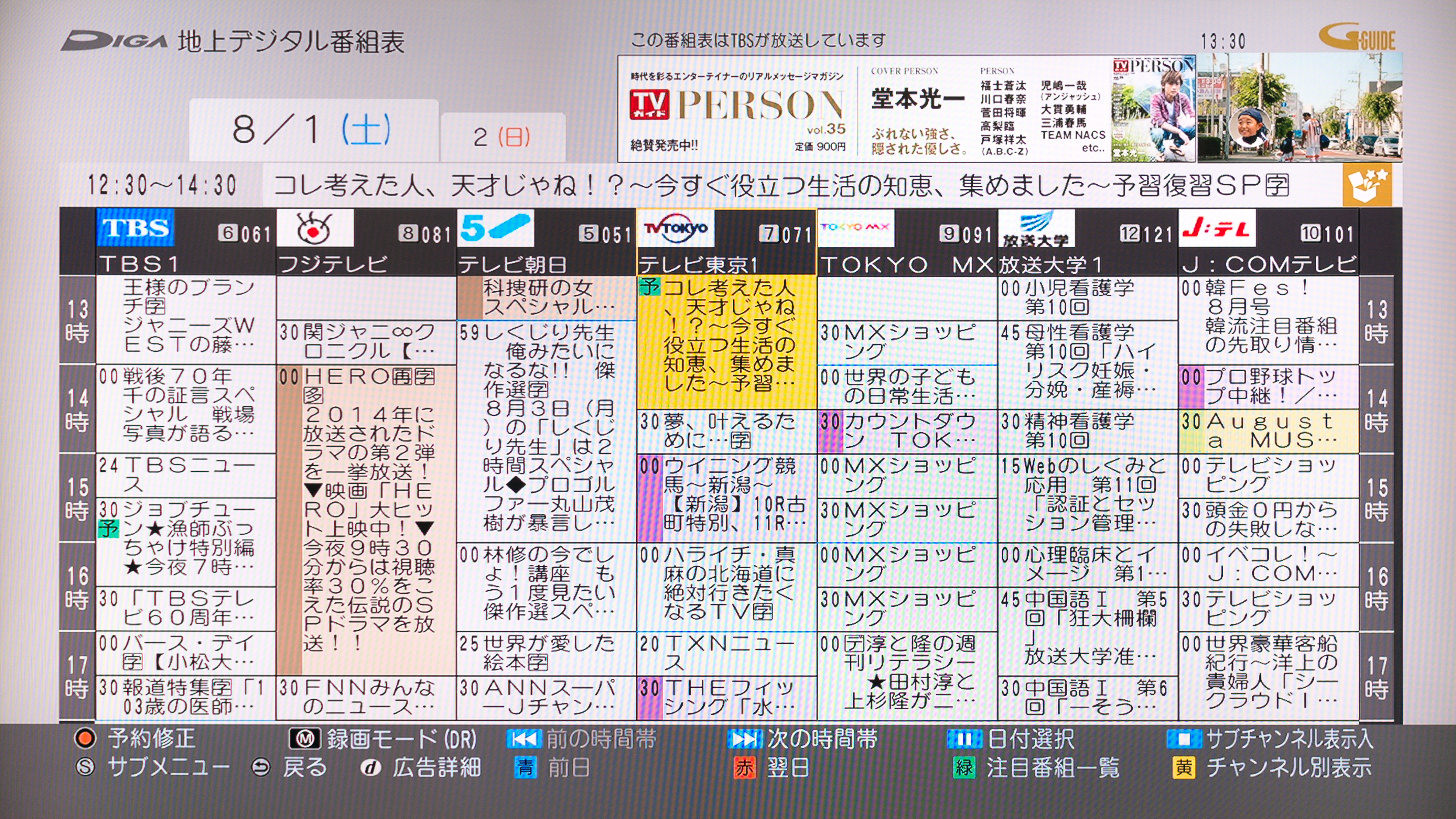
Guida giapponese

## Caratteristiche e funzioni
Si tratta di un'applicazione destinata ai televisori digitali (IDTV) ed ai decoder esterni (set-top box) digitale terrestre e satellite. Alcuni modelli più economici possono non supportarlo nel digitale terrestre.
Oltre a titolo, ora di programmazione, trama ed informazioni generali, l'EPG può veicolare informazioni aggiuntive inerenti al programma o prodotti similari o di possibile interesse per il telespettatore.
Tutto questo è visualizzabile sia per singolo canale che per lista di canali. Ulteriori funzioni della guida elettronica possono essere: la gestione delle opzioni per il controllo da parte dei genitori (o parental control), la richiesta di programmi in pay-per-view, la ricerca di informazioni all'interno del palinsesto o le funzioni di programmazione per la videoregistrazione.
Il sistema EPG può essere attivato o meno da un'emittente televisiva (un po' come il servizio di teletext), non è una caratteristica infrastrutturale di una nazione: pertanto, in alcuni casi le informazioni EPG possono non essere disponibili per un determinato canale/programma televisivo.